# Neonesthes capensis
Neonesthes capensis är en fiskart som först beskrevs av John Dow Fisher Gilchrist och Von Bonde 1924.  Neonesthes capensis ingår i släktet Neonesthes och familjen Stomiidae. Inga underarter finns listade i Catalogue of Life.